# Chorisoneura specilliger
Chorisoneura specilliger är en kackerlacksart som beskrevs av Morgan Hebard 1920. Chorisoneura specilliger ingår i släktet Chorisoneura och familjen småkackerlackor. Inga underarter finns listade i Catalogue of Life.